# Сухорукие (Минский район)
Сухорукие (бел. Сухару́кія, Сухарукі) — посёлок в Минском районе Минской области Беларуси в составе Колодищанского сельсовета.

## Этимология
Название — производное от фамилии Сухоруков.

## История
В 1885 году Сухорукие — хутор Острошицко-Городецкой волости. В 1897 году Сухоруки — урочище, 8 дворов, 56 жителей, корчма. В 1917 году в деревне 5 дворов, 32 жителя; есть усадьба и хутор относящийся к деревне. В 1941 году в деревне 20 дворов, 78 жителей. В 1997 году 212 личных подворий, 697 жителей.
Поселок Сухорукие ранее состоял из двух районов, называемых местными жителями Сухорукие-1 и Сухорукие-2. Сухорукие-1 — район с современных границах улиц Козлова, Машерова и Широкой агрогородка  Колодищи, который был включен в состав п. Колодищи в 1970-х годах. В месте, где неподалёку была присоединенная часть п. Сухорукие (современный район улицы Молокович) было развернуто строительство предприятий, котельных и подстанций, которая всё включает промзона «Сухорукие».
В XX веке в связи с расширением железнодорожного сообщения в районе посёлка и строительством новой ветки к железнодорожной станции «Шабаны», было построено ответвление к складам и предприятиям, находящимися по современной улице Базовской, построены жилые дома для работников предприятий, которые включены в состав посёлка Сухорукие.
В генеральном плане г. Минска за 2010 год, поселок включен в перспективную черту г.Минска, однако при корректировке генерального плана в 2016 году поселок оттуда исключили.

## География
Посёлок примыкает к городской черте Минска. Расположен между северо-восточной частью Минска и агрогородком Колодищи. Рядом с посёлком проходит железная дорога, относящаяся к линии Оршанского направления БЖД, пассажирской железнодорожной станции на территории населённого пункта нет.

## Население

### Численность
- 2024 год — 280 хозяйств, 786 человек[2]

### Динамика
| Динамика населения п. Сухорукие, человек. |
| ----------------------------------------- |
|                                           |

| Динамика хозяйств п. Сухорукие, ед. |
| ----------------------------------- |
|                                     |

## Социальная сфера
Медицинское обслуживание взрослого населения осуществляется в УЗ 8-я городская поликлиника г. Минска. Дети обслуживаются в УЗ 11-я городская детская поликлиника г. Минска.

## Основные улицы
- Базовская
- Гоголя
- Горная
- Куйбышева
- Лесная

## Инфраструктура
- Магазин смешанных товаров.

## Организации
На промышленной территории посёлка расположены следующие организации и предприятия:
- ОДО «Далисия» (при этом предприятии имеется солнечная ферма, одна из самых больших в минском регионе)
- ООО «ДРД»
- ТЛК «Сухорукие» ОАО «Минскконтракт»
- Филиал "Брестская областная база Бакалея"
- Комплекс складских помещений
- Организации предоставляющие услуги по ремонту и обслуживанию автомобильного транспорта
- Пекарня "Рэд хэт"
- Котельная на древесной щепе
- Гаражный кооператив «Коло-92»
- Артезианская скважина
- Станция очистки воды
- Метоллобаза

К некоторым предприятиям подведены ветки железной дороги.

## Транспорт
Курсирует минский городской маршрут автобуса номер 86 — дер. Копище — пос. Сухорукие.